# Bremraapfamilie

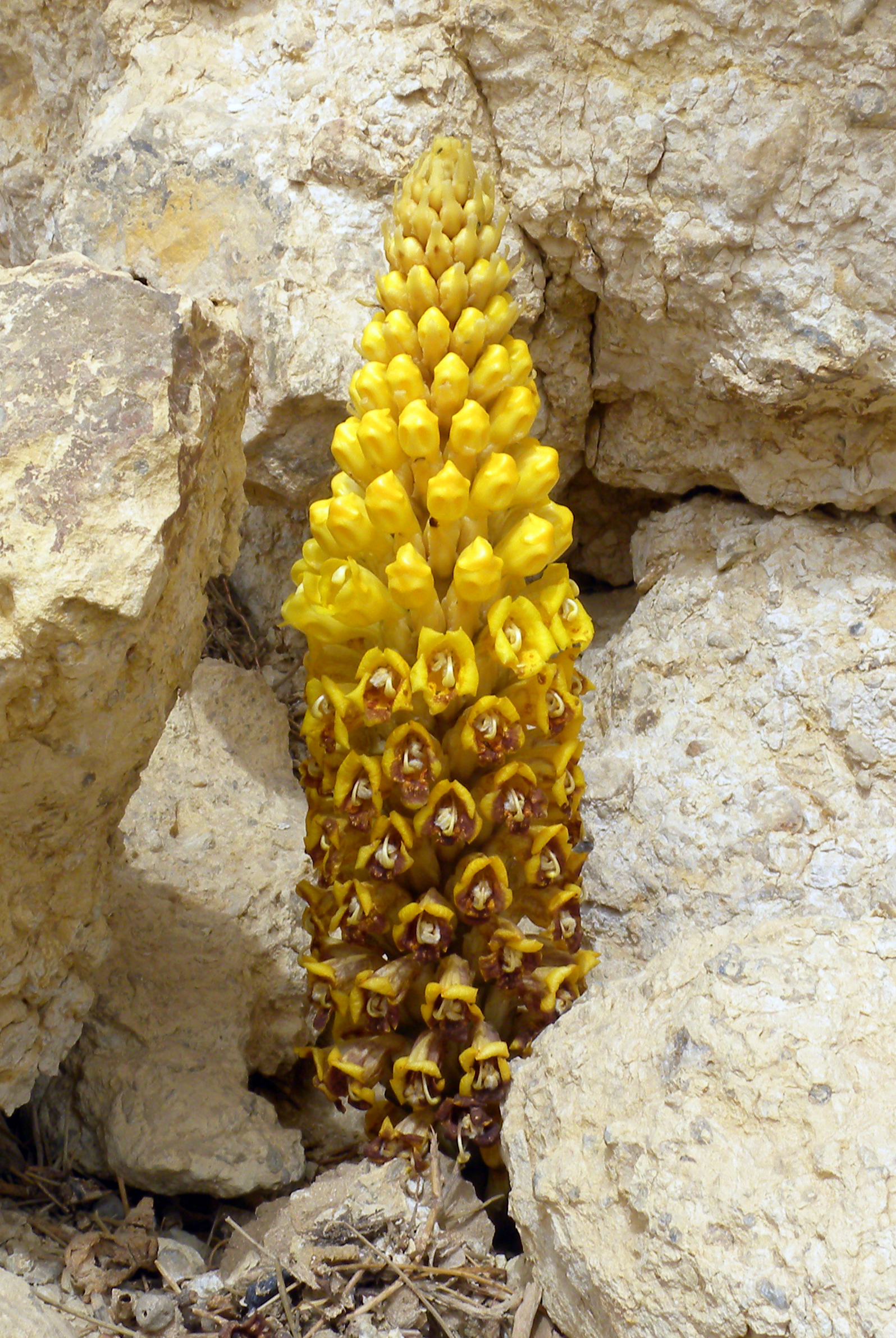
Cistanche tubulosa

De bremraapfamilie (Orobanchaceae) is een plantenfamilie die bekendstaat om haar parasitisme. 

## Taxonomie
In Heukels' Flora van Nederland (22ste druk) en de Nederlandse Oecologische Flora omvatte deze familie slechts één geslacht: bremraap (Orobanche). Dit geslacht bestond alleen uit planten die volledig parasitair zijn en dus geen bladgroen bezitten. In de Flora van België, het Groothertogdom Luxemburg, Noord-Frankrijk en de aangrenzende gebieden (3de druk) omvatte het twee geslachten: bremraap en schubwortel (Lathraea).
In het Cronquist-systeem (1981) was ook sprake van een familie met een dergelijke omschrijving; de plaatsing daar was in de orde Scrophulariales.
Volgend op moleculair onderzoek van N.D. Young, K.E. Steiner en C.W DePamphilis (1999) en van R.G. Olmstead, C.W. Depamphilis, A.D. Wolfe, N.D. Young, W.J. Eelisons en P.A. Reeves (2001) werd een groot aantal geslachten uit de helmkruidfamilie (Scrophulariaceae) bij deze familie ingevoegd. Deze geslachten waren bijna allemaal parasieten of halfparasieten. Alleen het tropische geslacht Lindenbergia is dit niet, maar heeft wel veel andere kenmerken gemeen met de bremraapfamilie in ruimere zin.
In deze nieuwe in ruime zin opgevatte bremraapfamilie is het parasitisme verschillende keren onafhankelijk van elkaar ontstaan, bijvoorbeeld in het geslacht bremraap (Orobanche) en schubwortel (Lathraea). Parasitaire soorten ontstonden steeds weer uit halfparasitaire voorouders.

## Beschreven geslachten en soorten
De familie omvat 102 geslachten met 2279 soorten. Een aantal zijn hieronder weergegeven
- Geslacht: Bartsia
  - Bartsia alpina (Alpenhelm)
- Geslacht: Bellardia
  - Bellardia trixago[2]
- Geslacht: Castilleja
- Geslacht: Euphrasia (Ogentroost)
  - Euphrasia nemorosa (Bosogentroost)
  - Euphrasia rostkoviana (Beklierde ogentroost)
  - Euphrasia stricta (Stijve ogentroost)
  - Euphrasia tetraquetra (Vierrijige ogentroost)
- Geslacht: Lathraea (Schubwortel)
  - Lathraea clandestina (Prachtschubwortel)
  - Lathraea squamaria (Bleke schubwortel)
- Geslacht: Melampyrum (Zwartkoren)
  - Melampyrum arvense (Wilde weit)
  - Melampyrum pratense (Hengel)
  - Melampyrum sylvaticum (Boszwartkoren)
- Geslacht: Odontites (Helmogentroost)
  - Odontites vernus subsp. serotinus (Rode ogentroost)
  - Odontites vernus subsp. vernus (Akkerogentroost)
- Geslacht: Orobanche (Bremraap)
  - Orobanche alba (Tijmbremraap)
  - Orobanche caryophyllacea (Walstrobremraap)
  - Orobanche elatior (Centauriebremraap)
  - Orobanche hederae (Klimopbremraap)
  - Orobanche lutea (Rode bremraap)
  - Orobanche minor (Klavervreter)
  - Orobanche purpurea (Blauwe bremraap)
  - Orobanche ramosa (Hennepvreter)
  - Orobanche rapum-genistae (Grote bremraap)
  - Orobanche reticulata (Distelbremraap)
- Geslacht: Parentucellia
  - Parentucellia latifolia
  - Parentucellia viscosa (Kleverige ogentroost)
- Geslacht: Pedicularis (Kartelblad)
  - Pedicularis gyroflexa (Wollig kartelblad)
  - Pedicularis kerneri
  - Pedicularis lapponica (Laplands kartelblad)
  - Pedicularis oederi (Bont kartelblad)
  - Pedicularis palustris (Moeraskartelblad)
  - Pedicularis rostratospicata (Vleeskleurig kartelblad)
  - Pedicularis sceptrum-carolinum (Karels scepter)
  - Pedicularis sylvatica (Heidekartelblad)
  - Pedicularis tuberosa (Knolkartelblad)
  - Pedicularis verticillata (Kranskartelblad)
- Geslacht: Rhinanthus (Ratelaar)
  - Rhinanthus alectorolophus (Harige ratelaar)
  - Rhinanthus angustifolius (Grote ratelaar)
  - Rhinanthus minor (Kleine ratelaar)

De overige geslachten:
- Aeginetia, Agalinis, Asepalum, Aureolaria, Boschniakia, Buchnera, Bungea, Buttonia, Centranthera, Christisonia, Cistanche, Clevelandia, Conopholis, Cordylanthus, Cyclocheilon, Cycnium, Cymbaria, Epifagus, Escobedia, Esterhazya, Gentrya, Gerardiina, Gleadovia, Graderia, Harveya, Hyobanche, Kopsiopsis, Lamourouxia, Leptorhabdos, Macranthera, Mannagettaea, Melasma, Micrargeria, Monochasma, Necranthus, Nesogenes, Nothochilus, Omphalotrix, Ophiocephalus, Orthocarpus, Phacellanthus, Phelypaea, Phtheirospermum, Physocalyx, Platypholis, Radamaea, Rhamphicarpa, Rhaphispermum, Schwalbea, Seymeria, Silviella, Siphonostegia, Sopubia, Striga, Tetraspidium, Tienmuia, Tozzia, Xylanche, Xylocalyx

## Gebruikte literatuur
- Meijden, R van der: Heukels' Flora van Nederland. 22ste druk Groningen 1996
- Meijden, R van der: Heukels' Flora van Nederland. 23ste druk Groningen/Houten 2005
- Pelser, P: De ontmanteling van de helmkruidenfamilie (Scrophulariaceae). In: Gorteria: Tijdschrift voor onderzoek aan de Wilde Flora, jaargang 29 - 5, 20 oktober 2003
- Flora van België, het Groothertogdom Luxemburg, Noord-Frankrijk en de aangrenzende gebieden; door Jacques Lambinon, Joseph-Edgard De Langhe, Leon Delvosalle en Jacques Duvigneaud, derde druk, 1998, uitgave Nationale Plantentuin van België